# Грб Савезних Држава Микронезије
Грб Савезних Држава Микронзије је званични хералдички симбол пацифичке федералне државе Савезне Државе Микронезије.
Грб је сличан старијем грбу Старатељском подручју Пацифичких Острва. Усвојио га је Конгрес Савезних Држава Микронезије.
Централни елемент у грбу је диск који је подељен на два плава поља. У горњем светлоплавом пољу стоје четири беле петокраке звезде које представљају четири савезне државе: Чук, Попнеј, Косрае и Јап. Доње тамноплаво поље симбол је Тихог океана. У центру се налази семе кокосове палме доминантне биљке у овој острвској држави. Око палме се протеже бела трака са државним геслом „Peace, Unity, Liberty“ (Мир, Јединство, Слобода). Диск је обавијен са жутим и тамноплавим ужетом у кружној форми, међу којима стоји натпис Government of the Federated States of Micronesia (Влада Савезних Држава Микронезије).